# シティマラソン福岡
シティマラソン福岡（シティマラソンふくおか）は、福岡県福岡市で毎年11月ごろに開催されていた市民マラソン大会である。主催は福岡市、福岡市教育委員会、財団法人福岡市スポーツ振興事業団、財団法人福岡市体育協会。

## 概要
福岡市制100周年を記念して、1989年に「福岡シティマラソン」として初開催。翌1990年に「シティマラソン福岡」に改称された。大会のロゴマークは、福岡タワーとシティ（City）の頭文字・Cを組み合わせたもの。ハーフマラソンの部と5kmの部がある。この大会は福岡市で市民ランナーの日頃の成果を発揮する唯一の場であり、毎年多くの参加者が集った。2012年開催時の参加者数は、ハーフが4,625人（定員5,500人）、5kmが2,115人（定員2,500人）で、第1回からの参加者累計は約17万5,000人。
2013年5月24日に開催された平成25年度シティマラソン福岡実行委員会総会において、同年度から廃止することが決議された。このため前年2012年に開催された大会が最後の大会となった。
2014年からこれに代わり、福岡市・糸島市を走行する市民参加型のフルマラソン大会「福岡マラソン」が開催された。
なお、2003年9月に開催された市議会本会議で、当時の山崎広太郎福岡市長が福岡市で毎年12月に開催される福岡国際マラソンとの統合を検討している旨を発言したが、その後、統合に向けた具体的な動きは示されることなく廃止されている。福岡国際マラソンも2022年から新体制で継続しているが、九州朝日放送の単独制作でテレビ朝日系列全国ネットのテレビ中継だけになってる。ラジオ中継は2021年を最後に終了している。

## コース
スタート・ゴール地点はハーフマラソンのスタート以外福岡ドーム（ヤフードーム）内（ハーフマラソンのスタートはドーム前）。ハーフマラソンはドームとホークスタウンモールの外周道路を1周した後よかトピア通りを東に進み、西公園出入口前や博多港荒津地区の中部水処理センター沿いを通った後南下し、那の津通りを通り須崎埠頭で折り返す。復路は那の津通りは通らず、港寄りの中央卸売市場前の道路を通る。5kmはドームとホークスタウンモールの周回道路を2周する。

## 種目
- ハーフマラソン

1. 29歳以下男子
2. 30歳〜39歳男子
3. 40歳〜49歳男子
4. 50歳〜59歳男子
5. 60歳以上男子
6. 29歳以下女子
7. 30歳〜39歳女子
8. 40歳〜49歳女子
9. 50歳〜59歳女子
10. 60歳以上女子

- 5km

1. 車イス男女
2. 一般男女

※なお年齢基準は大会当日。

## 特別協賛
- 新日本製薬（2006年 - 2012年）[5]

## テーマソング
- 財津和夫「太陽のゴール」

## 放送
九州朝日放送でラジオは一部模様を生放送、テレビで後日に収録放送されていた。